# Horizont Minsk
Ne doit pas être confondu avec BC Tsmoki-Minsk (féminin).
Le Horizont Minsk est un club biélorusse de basket-ball appartenant au Championnat de Biélorussie féminin de basket-ball, en première division. Le club est basé dans la ville de Minsk.